# Szóstka Biłgoraj
BKS Szóstka Biłgoraj – polski kobiecy klub siatkarski z Biłgoraja.